# Guillaume Apollinaire
Guillaume Apollinaire (tên thật bằng tiếng Ba Lan: Wilhelm Albert Vladimir Apollinaris de Wąż-Kostrowitcki, 26 tháng 8 năm 1880 – 9 tháng 11 năm 1918) là một nhà thơ, nhà văn, nhà viết kịch, nhà phê bình nghệ thuật Pháp gốc Ba Lan, một trong những nhà thơ lớn của Pháp đầu thế kỉ 20. Ông là một trong những cha đẻ của chủ nghĩa Siêu thực.

## Tiểu sử
Ông sinh ở Roma, Ý. Mẹ là Angelica Kostrowicka, một phụ nữ quý tộc đã sa sút chạy sang Ý sau cuộc bạo loạn 1863 – 1864 ở Ba Lan, bố không rõ là ai.
Năm 1887 Wilhelm Kostrowitzky cùng mẹ và em trai chuyển về Monaco. Học ở Monaco, Cannes.
Từ năm 1899 chuyển về sống ở Paris, làm thơ, viết báo và trở thành nhà thơ nổi tiếng với bút danh Guillaume Apollinaire – là cách gọi bằng tiếng Pháp của hai tên Wilhelm và Apollinaris.
Tháng 9 năm 1911 Guillaume Apollinaire bị bắt vào tù vì bị nghi ông tham gia vào vụ ăn cắp bức họa Mona Lisa nổi tiếng ở bảo tàng Louvre, một tuần sau được trả tự do và không tìm ra chứng cứ.
Năm 1912 ông cùng bạn bè thành lập tạp chí "Chiều Paris" và làm chủ bút từ năm 1913. Cũng trong năm này in bài thơ nổi tiếng nhất của ông: Le Pont Mirabeau (Cầu Mirabeau) và trường ca Zone, đưa Guillaume Apollinaire lên vị trí số một trong các nhà thơ đương thời.
Năm 1913 in tập thơ Alcools (Rượu), năm 1914 in một số bài thơ viết theo kiểu tạo hình (calligrammes).
Khi Chiến tranh thế giới thứ nhất nổ ra, Guillaume Apollinaire tình nguyện ra trận với mong muốn được giải phóng Ba Lan nhưng bị thương nặng do trúng mảnh đạn pháo vào đầu, trong thời gian này ông viết nhiều bài thơ về chiến tranh.
Tháng 3 năm 1916 Guillaume Apollinaire được nhập quốc tịch Pháp và trở lại Paris tiếp tục sáng tác.
Guillaume Apollinaire mất ở Paris vào năm ông 38 tuổi do bệnh cúm trong thời kì dịch cúm Tây Ban Nha năm 1918. Ông được chôn cất tại nghĩa trang Père-Lachaise.

## Tác phẩm

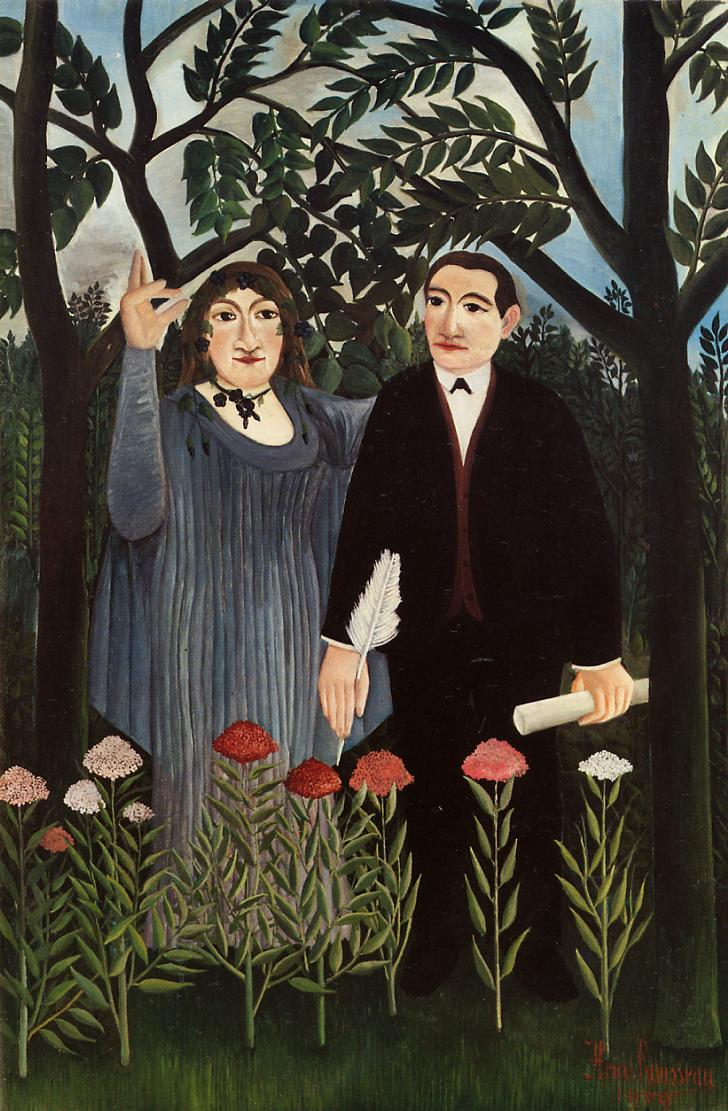
Henri Rousseau: La Muse inspirant le poète (1909)
(Tranh vẽ Guillaume Apollinaire và bạn gái Marie Laurencin)

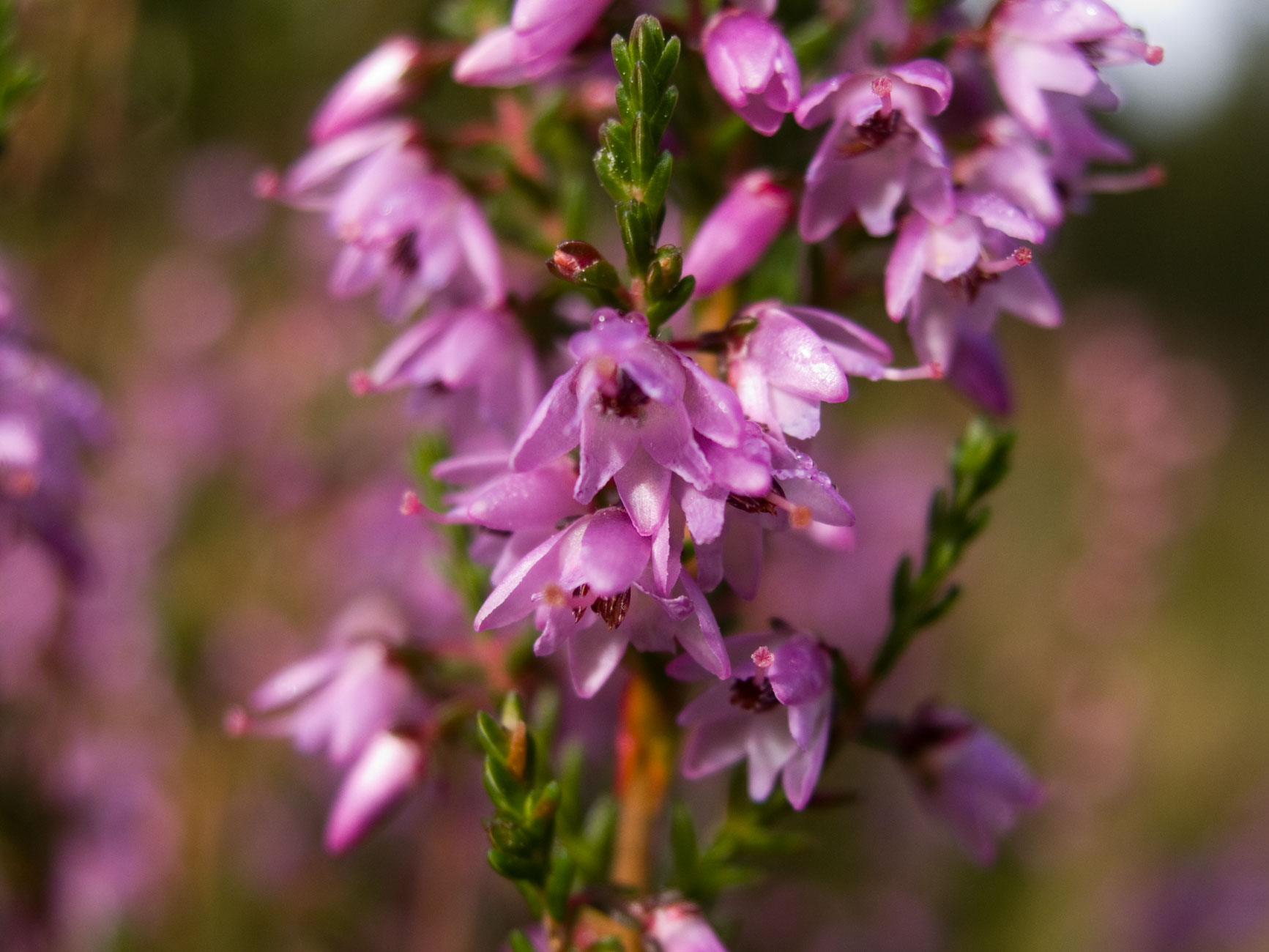
Hoa thạch thảo

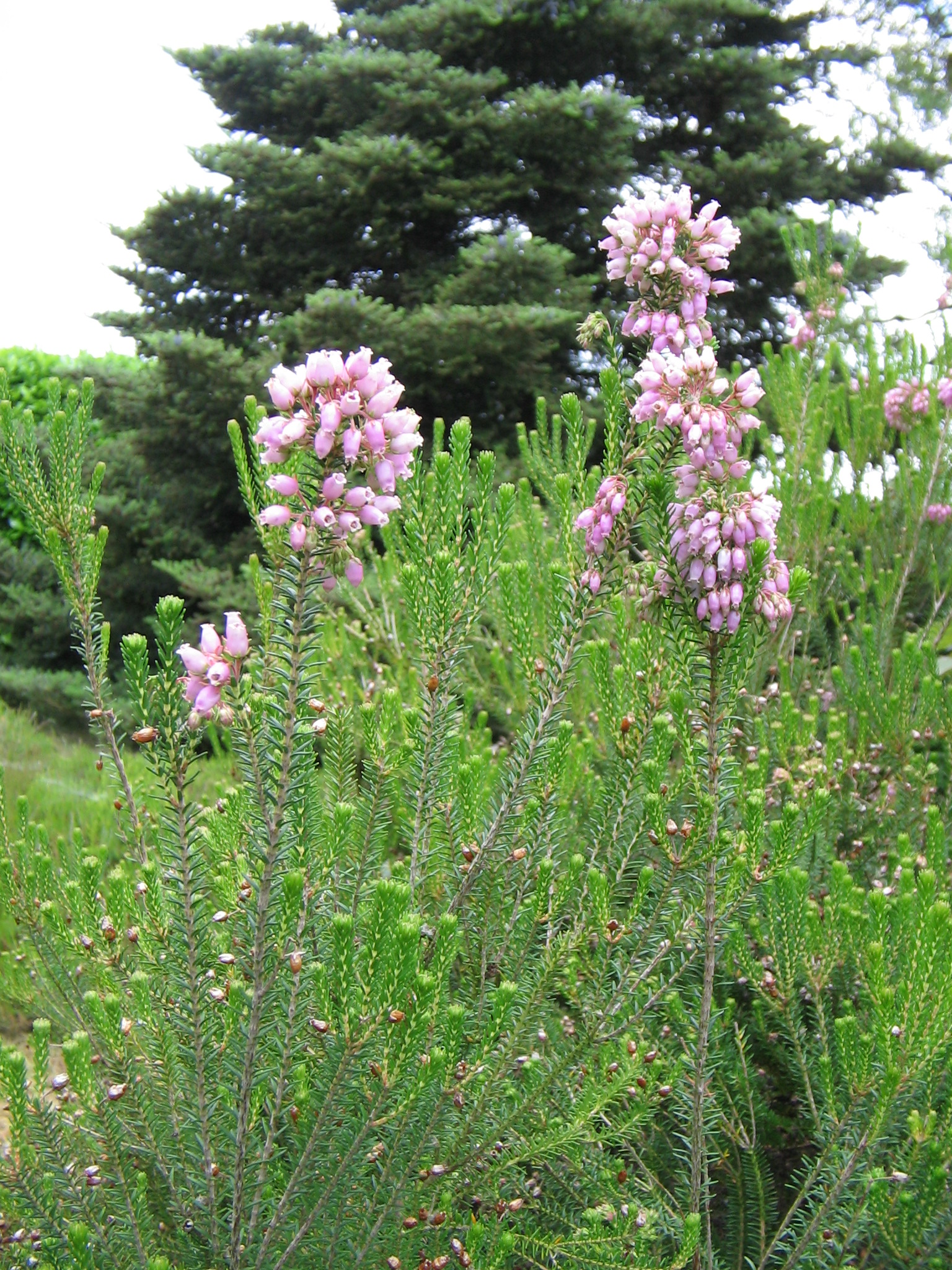
Hoa thạch thảo

- Les exploits d’un jeune Don Juan, 1907
- Les onze mille verges, 1907
- L'enchanteur pourrissant, 1909
- L'Hérèsiarque et Cie, 1910
- Le Théâtre Italien, 1910
- Le bestiaire ou le cortège d’Orphée, (Thơ về các loài thú hay là đám rước của Orphée), 1911
- Alcools, (Rượu, 1913) tập thơ nổi tiếng nhất
- Les peintres cubistes, 1913
- La Fin de Babylone, 1914
- Case d'Armons, 1915
- Le poète assassiné, 1916
- Les mamelles de Tirésias, 1917
- L'esprit nouveau et les poètes, 1918
- Calligrammes, 1918
- Le Flâneur des Deux Rives, 1918
- La femme assise, 1920
- Le guetteur mélancolique

Các tuyển tập:
- Oeuvres роétiques. P., 1956
- Oeuvres completes, t. 1-4, P., 1965—1966
- Oeuvres en prose complètes. Vol.1-2. Paris: Gallimard, 1991 (Bibliothèque de la Pléiade)

## Một vài bài thơ

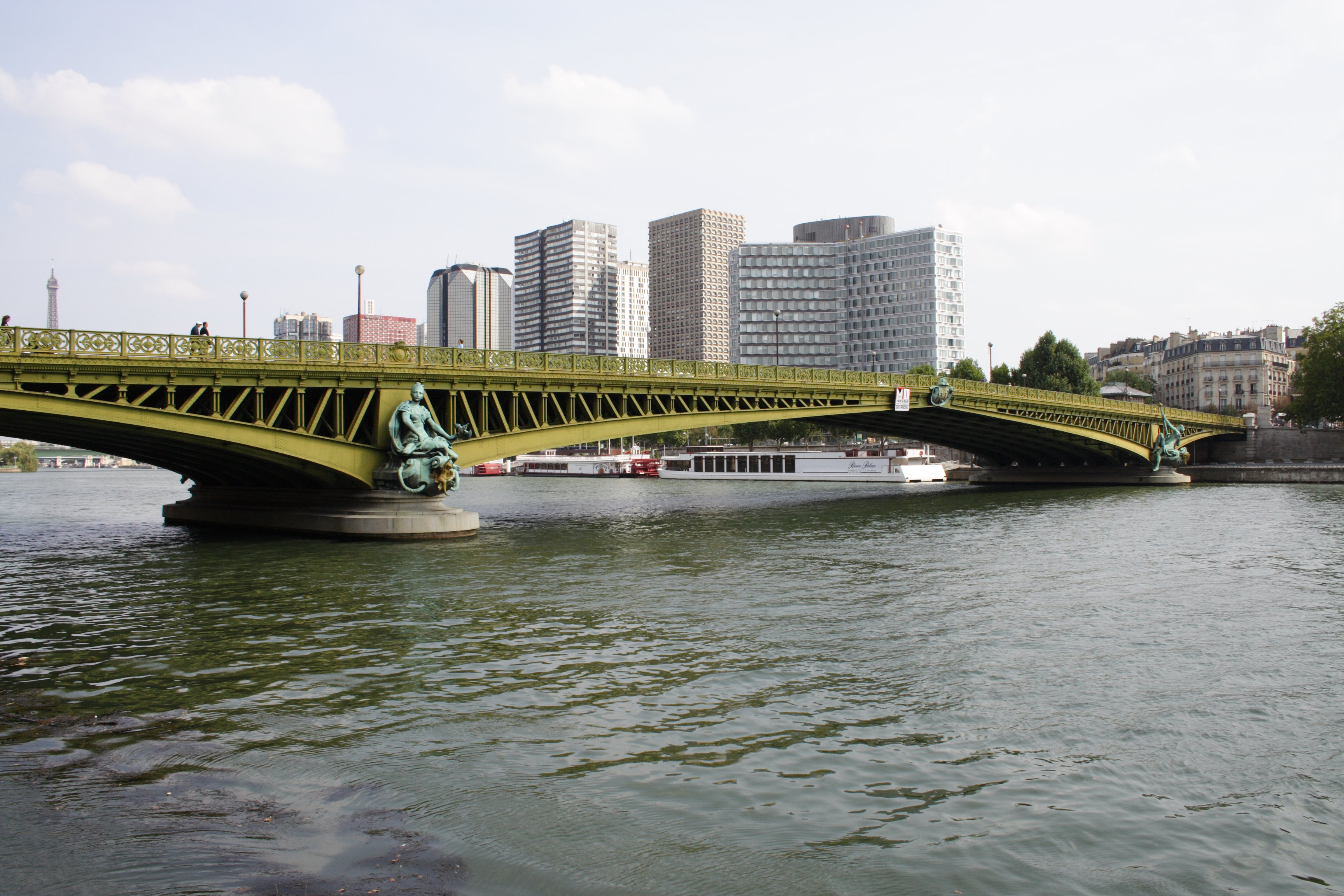
Cầu Mirabeau

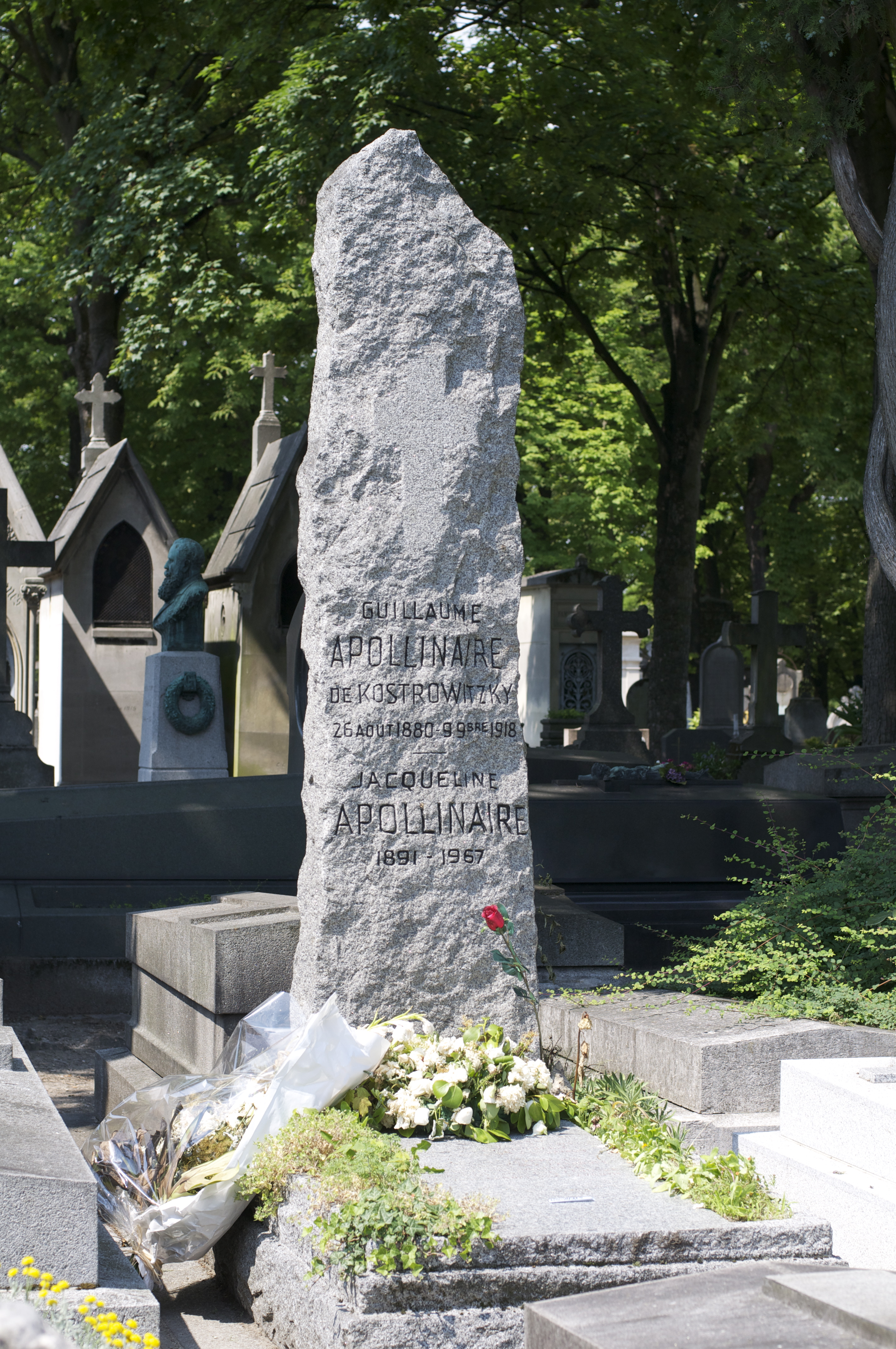
Mộ của Guillaume Apollinaire

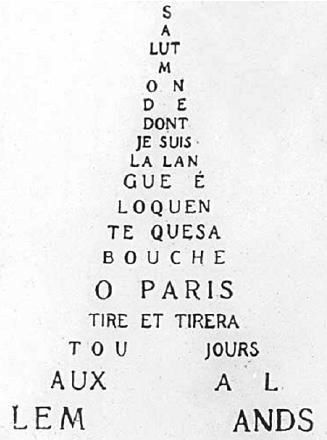
Thơ tạo hình của Guillaume Apollinaire

| L'adieu J'ai cueilli ce brin de bruyère L'automne est morte souviens-t'en Nous ne nous verrons plus sur terre Odeur du temps Brin de bruyère Et souviens-toi que je t'attends. Vitam Impendere Amori L'amour est mort entre tes bras Te souviens-tu de sa rencontre Il est mort tu la referas Il s'en revient à ta rencontre Encore un printemps de passé Je songe à ce qu'il eut de tendre Adieu saison qui finissez Vous nous reviendrez aussi tendre. Vitam Impendere Amori Tu n'as pas surpris mon secret Déjà le cortège s'avance Mais il nous reste le regret De n'être pas de connivence La rose flotte au fil de l'eau Les masques ont passé par bandes Il tremble en moi comme un grelot Ce lourd secret que tu quémandes. Le Chat Je souhaite dans ma maison: Une femme ayant sa raison, Un chat passant parmi les livres, Des amis en toute saison Sans lesquels je ne peux pas vivre. Les dicts d’amour à Linda Votre nom très païen, un peu prétentieux, Parce que c’est le vôtre en est délicieux; Il veut dire "jolie" en espagnol, et comme Vous l’êtes, on dit vrai chaque fois qu’on vous nomme. Ce nom devient mélancolique en allemand, Aux brises d’Avril, il bruisse doucement, C’est le tilleul lyrique, un arbre de légende, D’où, chaque nuit, des lutins fous sortent en bande. Enfin, ce rare nom qui dit votre beauté, Ce fut le nom d’une antique cité Qui florissait jadis parmi les roses belles Dans Rhodes, l’île où roucoulent les colombelles. Le Pont Mirabeau Sous le pont Mirabeau coule la Seine Et nos amours Faut-il qu'il m'en souvienne La joie venait toujours après la peine Vienne la nuit sonne l'heure Les jours s'en vont je demeure Les mains dans les mains restons face à face Tandis que sous Le pont de nos bras passe Des éternels regards l'onde si lasse Vienne la nuit sonne l'heure Les jours s'en vont je demeure L'amour s'en va comme cette eau courante L'amour s'en va Comme la vie est lente Et comme l'Espérance est violente Vienne la nuit sonne l'heure Les jours s'en vont je demeure Passent les jours et passent les semaines Ni temps passé Ni les amours reviennent Sous le pont Mirabeau coule la Seine Vienne la nuit sonne l'heure Les jours s'en vont je demeure. | Lời vĩnh biệt Anh đưa tay ngắt chùm hoa thạch thảo Tự nhủ lòng thu đã chết rồi em Hai đứa ta không gặp nữa trên trần Nhưng mùi hương thời gian chùm thạch thảo Nhắc anh chờ em đó, nhớ đừng quên. Trích từ “Đời dâng cho Tình yêu” Tình yêu đã chết trên bàn tay em Em còn nhớ chăng những đêm gặp gỡ? Hãy hồi sinh nó, để quay lại nữa Em lại bước ra gặp gỡ với tình. Và cuối cùng rồi cũng hết mùa xuân Đã từng dịu dàng với anh như thế Thôi, từ giã với mùa xuân, là để Em quay về, lại như thế, dịu dàng. Trích từ “Đời dâng cho Tình yêu” Em không mở ra được điều bí mật Con tàu thời gian đang tiến lại gần Để hai ta giờ bỗng nhiên thấy tiếc Rằng anh và em đã chẳng chung đường. Hoa hồng nổi bồng bềnh trên mặt nước Lướt qua mau mặt nạ của đám đông Rồi rung trong anh như một cây chuông Là bí mật mà em không mở được. Mèo Tôi muốn có trong nhà của mình: Một người phụ nữ đẹp, thông minh Một con mèo giữa bao nhiêu cuốn sách Và những người bạn ghé quanh năm Mà nếu thiếu thì tôi không sống được. Bài thơ tặng Linda Cái tên nghe rất tôn giáo của em Hơi kiêu kì - và đó là bản chất Cái tên em bí ẩn không giấu được Tiếng Tây Ban Nha có nghĩa là "xinh". Còn tiếng Đức có nghĩa là "dịu hiền" Như tháng Tư giữa trời đêm trong gió Cây gia thần tiên hát ca, nghiêng ngả Trong tiếng xạc xào hương toả mùi đêm. Tên của em đẹp hơn mọi cái tên! Thời Hy Lạp cổ, đó là "thành phố" Rất phồn thịnh, như thiên đàng, một thuở Giữa những hoa hồng trên đảo Rhodes hát lên. Cầu Mirabeau Dưới cầu Mirabeau êm đềm trôi dòng Seine Trôi cả tình yêu của anh và em Không biết anh có còn nên nhớ Niềm vui sẽ đến theo sau nỗi ưu phiền. Giờ cứ điểm, đêm cứ đến gần Tháng ngày trôi, đây vẫn còn anh. Mặt đối mặt và tay trong tay nhau Vòng tay ta như cầu Dưới cầu dòng nước chảy Ánh mắt rã rời vì li biệt dài lâu. Giờ cứ điểm, đêm cứ đến gần Tháng ngày trôi, đây vẫn còn anh. Tình ra đi như dòng nước trôi nhanh Tình yêu của em và anh Cuộc đời ơi, sao mà chậm rãi Hy vọng sao mà dữ dội cuồng điên. Giờ cứ điểm, đêm cứ đến gần Tháng ngày trôi, đây vẫn còn anh. Vẫn trôi đều ngày tuần, tháng năm Quá khứ và tình yêu quay trở lại không còn Chỉ một điều không bao giờ thay đổi Dưới cầu Mirabeau êm đềm trôi dòng Seine. Giờ cứ điểm, đêm cứ đến gần Tháng ngày trôi, đây vẫn còn anh. Bản dịch của Nguyễn Viết Thắng |